# Черели (Салерно)
Черели је насеље у Италији у округу Салерно, региону Кампанија.
Према процени из 2011. у насељу је живело 966 становника. Насеље се налази на надморској висини од 55 м.